# 泰斯塔西奥

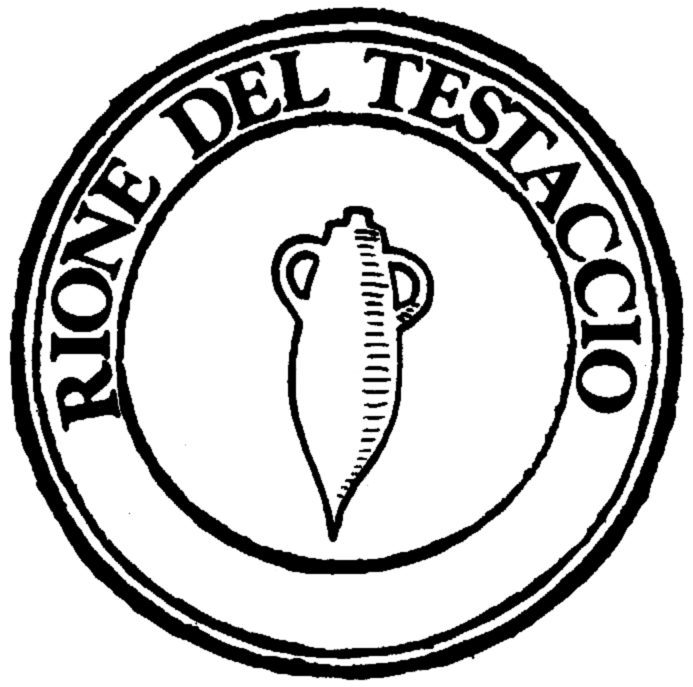
区徽

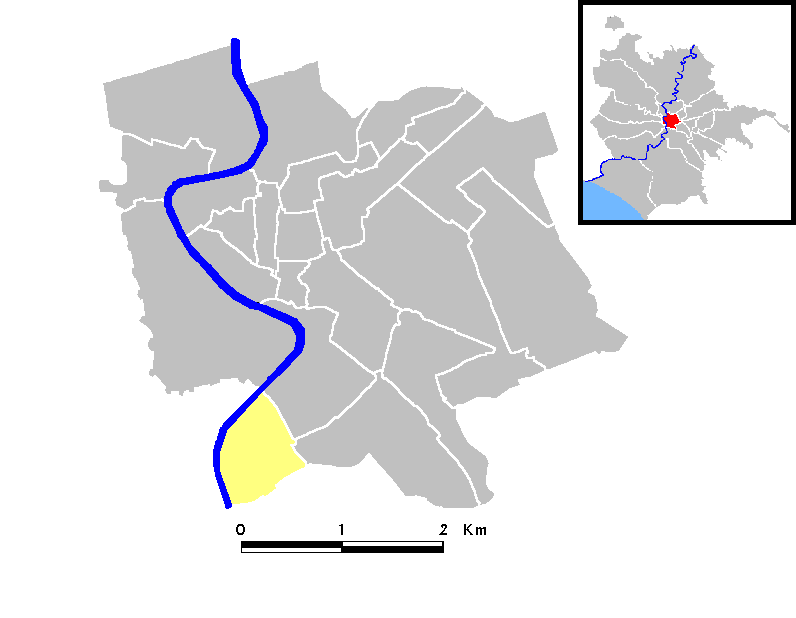
位置

泰斯塔西奥（Testaccio）是罗马的第二十区，得名于泰斯塔西奥山。在古代，台伯河的许多贸易活动就在这里进行，破碎的黏土双耳瓶残骸堆成了人工的泰斯塔西奥山，今天作为古代罗马日常生活历史的考古证据。在近代，泰斯塔西奥是屠夫的活动中心，有许多夜总会。目前该区正在士紳化进程中。

## 名人
- 克劳迪奥·拉涅利